# Aartsbisdom Bourges

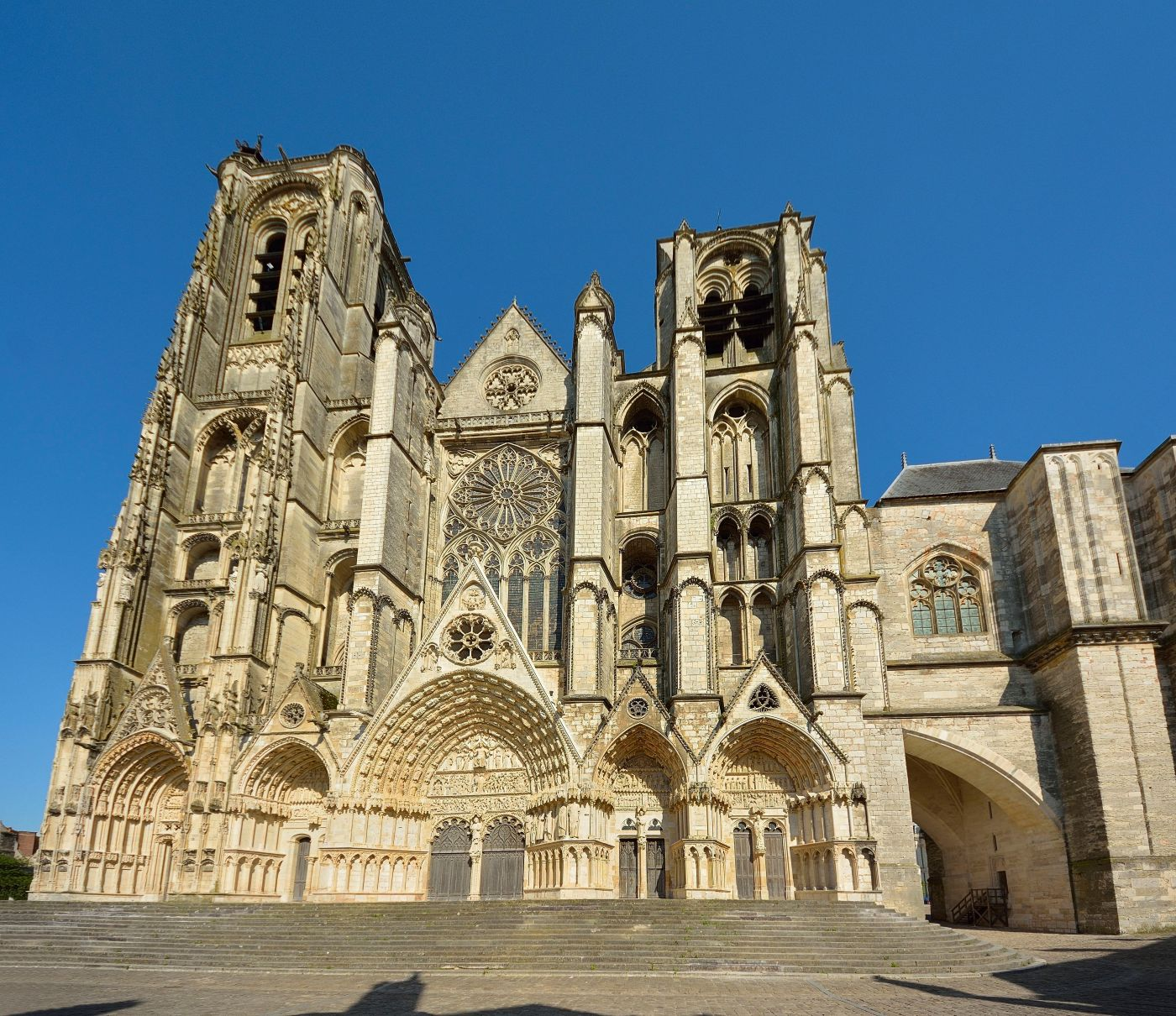
Cathédrale Saint-Etienne in Bourges

Het aartsbisdom Bourges (Latijn: Archidioecesis Bituricensis, Frans: Archidiocèse de Bourges) is een rooms-katholiek aartsbisdom, gesticht in de Romeinse tijd, met bisschopszetel in de Franse stad Bourges. De bisschopskerk is de kathedraal Saint-Etienne.
Het territorium van het aartsbisdom beslaat de Franse departementen Cher en Indre. 
Bourges is een aartsbisdom doch zijn aartsbisschop leidt geen kerkprovincie. Het aartsbisdom Bourges is immers een suffragaanbisdom van het aartsbisdom Tours. Met andere woorden, Bourges behoort tot de kerkprovincie Tours. Deze bijzondere situatie bestaat nog maar sinds het jaar 2002. In de 1.600 jaar geschiedenis ervoor waren de aartsbisschoppen van Bourges immers het hoofd van hun kerkprovincie Bourges. Meer nog, ze noemden zich eeuwen lang primaat van Aquitanië. 

## Bekende aartsbisschoppen uit Bourges zijn
- Heilige Sulpitius, 7e eeuw, naar wie de Saint-Sulpicekerk in Parijs genoemd is.
- Hugo van Vermandois van 965 tot 985 aartsbisschop van Bourges
- Guarinus van Gallardon, abt en aartsbisschop in de 12e eeuw
- Hendrik van Sully, kardinaal en aartsbisschop in de 12e eeuw
- Simon van Sully, kardinaal en aartsbisschop, neef van voorgaande (13e eeuw)
- Jan van Sully, neef van voorgaande (13e eeuw)
- Guy van Sully, broer van voorgaande (13e eeuw)
- Heilige Willem van Bourges, 13e eeuw
- Egidius Colonna, bijgenaamd Gilles de Rome, filosoof-theoloog 13e eeuw
- Jean Auguste de Chastenet de Puységur, 18e eeuw: hij zetelde tijdens de Franse Revolutie in de Assemblée Nationale.